# Slagi
Slagi is een bestuurslaag in het regentschap Jepara van de provincie Midden-Java, Indonesië. Slagi telt 3345 inwoners (volkstelling 2010).